# Darren Ward
Darren Philip Ward (ur. 13 września 1978 w Kenton, Londyn, Anglia) – angielski obrońca występujący w Swindon Town.